# Clase Haruna
La clase Haruna fue una clase de destructores construida para la Fuerza Marítima de Autodefensa de Japón (FMAJ) a principios de 1970. Estos destructores portahelicópteros (DDH) se construyeron alrededor de un gran hangar central capaz de albergar hasta tres helicópteros.
Originalmente, la Fuerza de Seguridad de la Costa y su sucesora, la Fuerza Marítima de Autodefensa de Japón, tenían la intención de permitir a su flota la capacidad de operar con la aviación embarcada. En 1960, la Agencia de Defensa planeó la construcción de un porta-helicópteros (CVH) con el Segundo Plan de Construcción de la Defensa, pero este proyecto fue dejado de lado y, finalmente cancelado debido a que la FMAJ cambió su plan y optó por dispersar sus activos de aviación de flota entre los destructores, no concentrarlos en algunos porta-helicópteros. Los destructores japoneses fueron planeados para ser el centro de este concepto de aviación dispersa de flota mediante su capacidad de servicio logístico para aeronaves.
Al principio, el equipamiento de esta clase fue similar a los destructores de la clase Takatsuki. Todas las armas, dos cañones Mark 42 (Tipo 73) calibre 5"/54 y un lanzamisiles Tipo 74 óctuple (versión japonesa de los Mark 16 GMLS norteamericanos), se asentaron en la cubierta de proa. Pero con el Programa de Rehabilitación y Modernización de la Flota (FRAM) en 1983 y 1984, se añadieron a la superestructura los lanzadores Sea Sparrow, sistemas de Phalanx CIWS y lanzadores de bengalas. Con este programa de actualización, esta clase también es capaz de operar el Sistema de Datos Táctico Naval (NTDS por sus siglas en inglés) con el Sistema de Dirección de Combate OYQ-6/7.
La parte media-posterior de la superestructura era el hangar para helicópteros, y la cubierta de popa era la plataforma para helicópteros con el sistema beartrap (dispositivo de arriado). Para operar helicópteros grandes HSS-2 antisubmarino con seguridad, la longitud total de la cubierta para helicópteros llegó a 50 metros.

## Navíos de clase
| Numeral | Nombre | Puesto en grada     | Botado               | Asignado                | Baja                | Puerto base |
| ------- | ------ | ------------------- | -------------------- | ----------------------- | ------------------- | ----------- |
| DDH-141 | Haruna | 19 de marzo de 1970 | 1 de febrero de 1972 | 22 de febrero de 1973   | 18 de marzo de 2009 | Maizuru     |
| DDH-142 | Hiei   | 8 de marzo de 1972  | 13 de agosto de 1973 | 27 de noviembre de 1974 | 16 de marzo de 2011 | Kure        |